# Дончо Лазаров
Дончо Лазаров Сойтариев (Сойтериов), наричан Даскала, е български просветен деец и революционер, тиквешки войвода на Вътрешната македоно-одринска революционна организация.

## Биография
Дончо Лазаров е роден в 1878 година в тиквешкото село Ваташа. Завършва българското педагогическо училище в Скопие, след което е учител в родния си край. През лятото на 1903 година участва в организирането на нелегална работилница в училището във Ваташа за изработване на облекло за четите на ВМОРО. През септември същата година участва в нападението на чифлика на Азис ага край село Моклище.
През ноември 1904 година Лазаров напуска учителстването си в тиквешкото село Ресава и заедно с Йованче Попантов и Михаил Шкартов става четник в четата на Добри Даскалов. В края на 1905 година е назначен за районен войвода в Тиквеш и остава на този пост с малки прекъсвания до Хуриета през 1908 година.
| Чета на Дончо Лазаров, юли 1907 година | Чета на Дончо Лазаров, юли 1907 година | Чета на Дончо Лазаров, юли 1907 година | Чета на Дончо Лазаров, юли 1907 година | Чета на Дончо Лазаров, юли 1907 година |
| Номер                                  | Име                                    | Селище                                 | Околия                                 | Забележка                              |
| -------------------------------------- | -------------------------------------- | -------------------------------------- | -------------------------------------- | -------------------------------------- |
| 1.                                     | Дончо Лазаров                          | Ваташа                                 | Тиквешка                               |                                        |
| 2.                                     | Костадин Черепов                       | Стара Загора                           |                                        |                                        |
| 3.                                     | Александър Петров                      | Пашмакли                               | Ахъчелебийска                          |                                        |
| 4.                                     | Иван Петров                            | София                                  |                                        |                                        |
| 5.                                     | Петър Филопов                          | Неготино                               | Тиквешка                               |                                        |
| 6.                                     | Тръпче Григоров                        | Воден                                  |                                        |                                        |
| 7.                                     | Никола Манчов                          | Самоков                                |                                        |                                        |
| 8.                                     | Коста Петров                           | Пазарджик                              |                                        |                                        |
| 9.                                     | Иван Илиев                             | Ръжево Конаре                          | Пловдивска                             |                                        |
| 10.                                    | Христо Тодоров                         | Марена                                 | Тиквешка                               |                                        |
| 11.                                    | Кръсто Иванов                          | Ореховец                               | Сярска                                 |                                        |
| 12.                                    | Димитър Иванов                         | Русчук                                 |                                        |                                        |
| 13.                                    | Владимир Куртев                        | Плевен                                 |                                        |                                        |
| 14.                                    | Лазар Димов                            | Кавадарци                              | Тиквешка                               | [ 7 ]                                  |

След Младотурската революция се отдава на политическа дейност. През 1909 – 1910 година е един от основателите и активисти на Народната федеративна партия (българска секция).
През юни 1913 година е един от ръководителите на Тиквешкото въстание, а след потушаването му продължава борбата против сръбските власти като войвода в Кратовско.
След 1920 година се заселва в Петрич и работи на административни длъжности. През 1921 - 1922 година за кратко време е кмет на града, а по-късно за известно време е член на Окръжната постоянна комисия. През октомври 1925 година по време на Петричкия инцидент участва в защитата на Петрич от гръцкото нашествие. На 24 януари 1926 година е избран за председател на Македонското благотворително братство „Христо Матов“ в града. През 1931 година отново е председател на  братството.
Умира на 25 януари 1950 година в Петрич. Името „Дончо Лазаров“ носи улица в Петрич.